# Albert Weisgerber
Albert Weisgerber (Sankt Ingbert, 21 de abril de 1878 - Fromelles, 10 de mayo de 1915) fue un pintor alemán.

## Biografía
Nació en Sankt Ingbert. Entre 1897 y 1901, estudió en la Academia de Bellas Artes de Múnich bajo la tutela de Franz von Stuck. Estrechó amistades con los artistas Hans Purrmann, Paul Klee, Wassily Kandinsky, Max Slevogt y Karl Arnold.
En 1898, creó su propio grupo de artistas llamado Sturmfackel junto con su amigo Alfred Kubin. Se ganaba la vida realizando ilustraciones para la revista Die Jugend.
En 1904 estuvo muy activo en el escenario de una cafetería en Múnich, donde conoció a Margaret Pohl, que también era artista e hija de un exitoso banquero judío en Praga. Contrajeron matrimonio en 1907.
En 1913 se convirtió en el fundador y presidente del grupo artístico Münchner Neue Secession, cuyos miembros incluían a Alekséi von Jawlensky, Paul Klee y a Alexander Kanoldt.
Según el RKD, actualmente es conocido tanto por sus historietas e ilustraciones como por sus pinturas. Fue amigo íntimo de Theodor Heuss, quién más tarde sería el primer presidente de la República Federal de Alemania en 1949. El rostro juvenil de Heuss se encuentra a menudo dentro de las obras de Weisberger.
Se unió al ejército alemán durante la Primera Guerra Mundial y fue promovido al rango de mayor. Murió de un disparo el 9 de mayo de 1915 durante la Batalla de Fromelles, oeste de Rijsel. En los meses anteriores de su muerte, Weisgerber fue Oficial al mando la 1.ª Compañía de RIR 16 - el Regimiento de Lista; Weisgerber fue el oficial que instruía a Adolf Hitler cuando murió (a pesar de que Hitler fue asignado a Regimiento HQ en el momento en que Weisberger falleció).
Weisgerber tenía sólo 37 años cuando murió. Su cuerpo fue inicialmente enterrado en Fournes, después exhumado y vuelto a sepultar en el cementerio de Nordfriedhof en Múnich.

## Galería

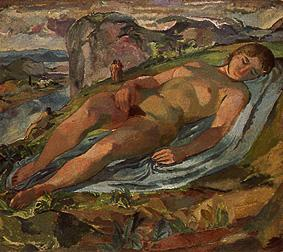
Madre Tierra
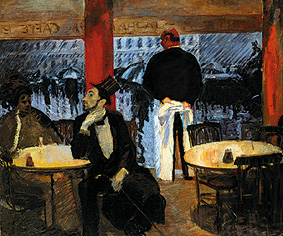
Restaurante parisino
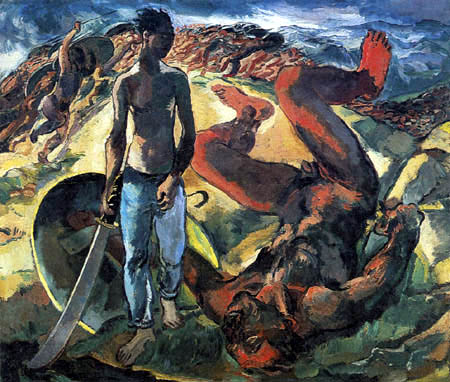
David y Goliat
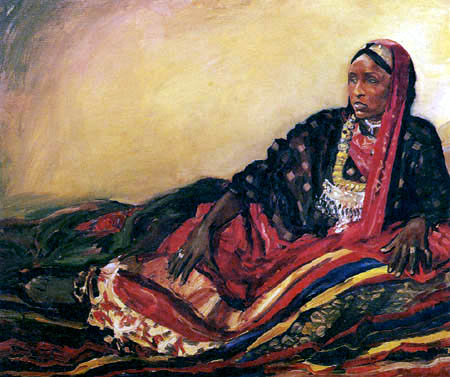
Mujer somalí
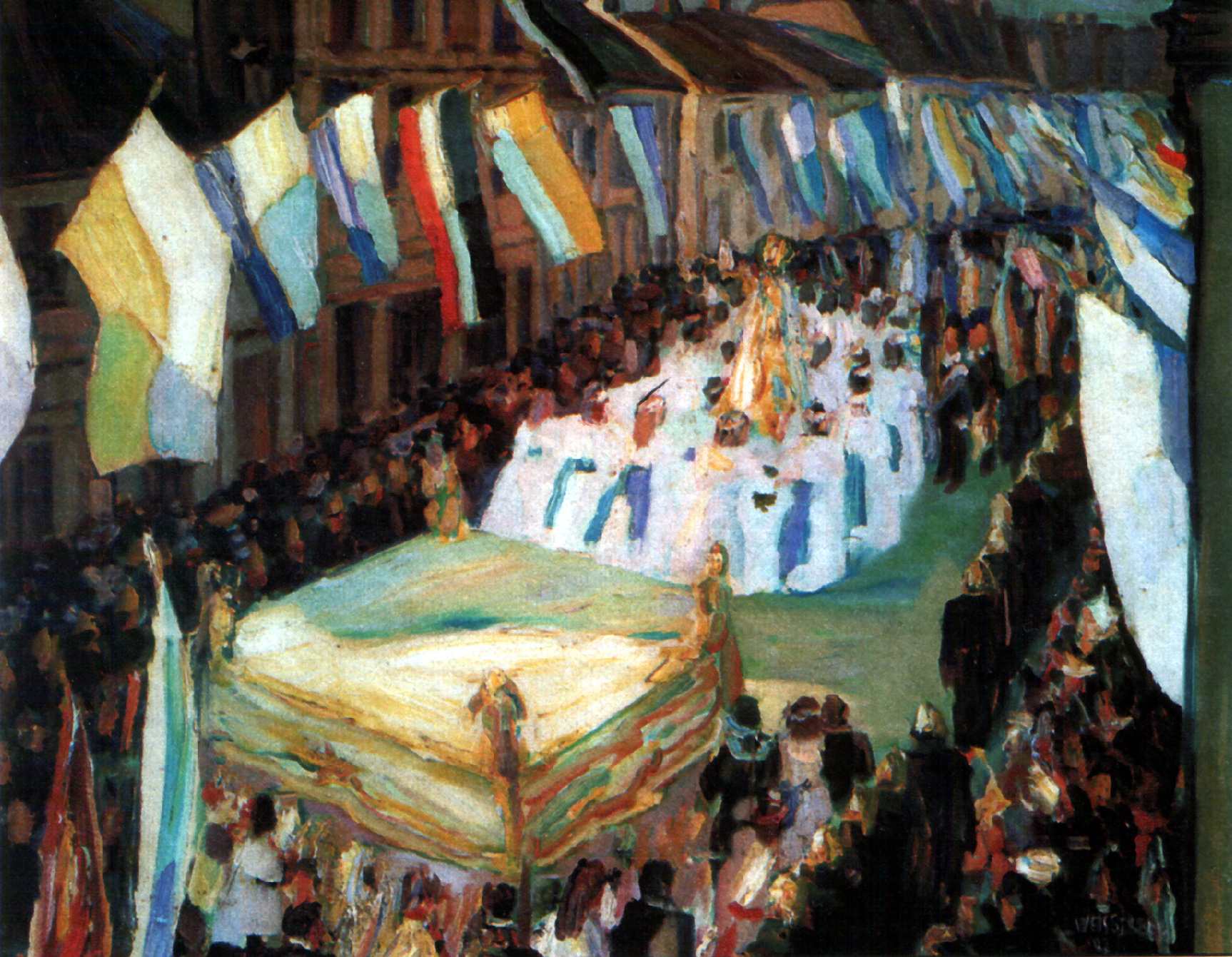
Procesión en Sank Ingbert
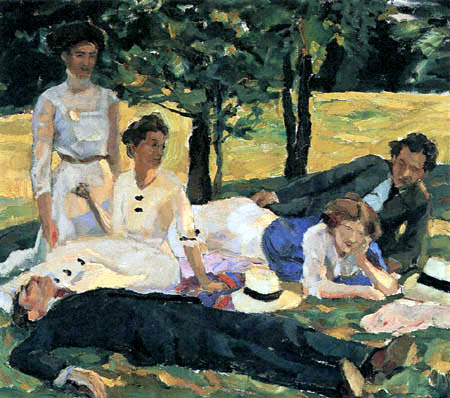
Pícnic en una tarde de verano
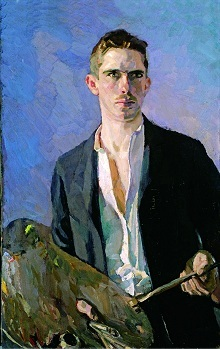
Autorretrato
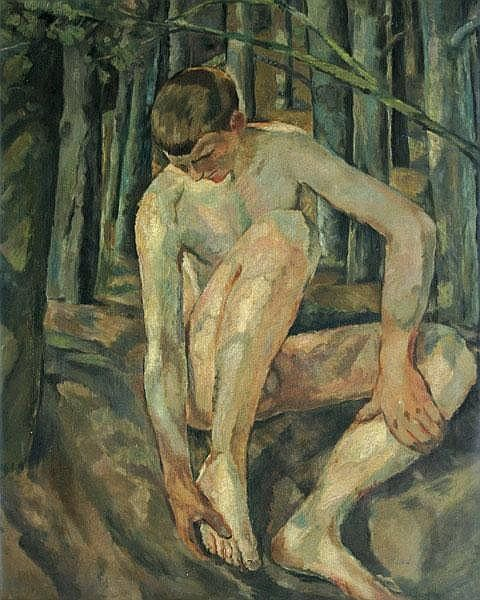
Joven desnudo sentado
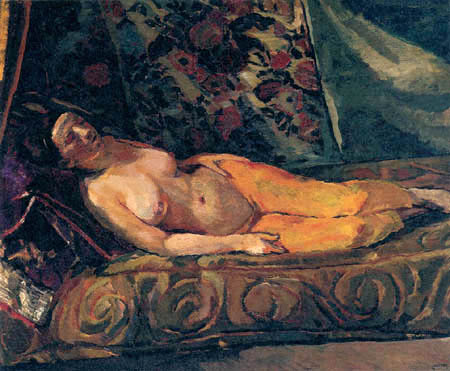
Mujer con pantalón amarillo
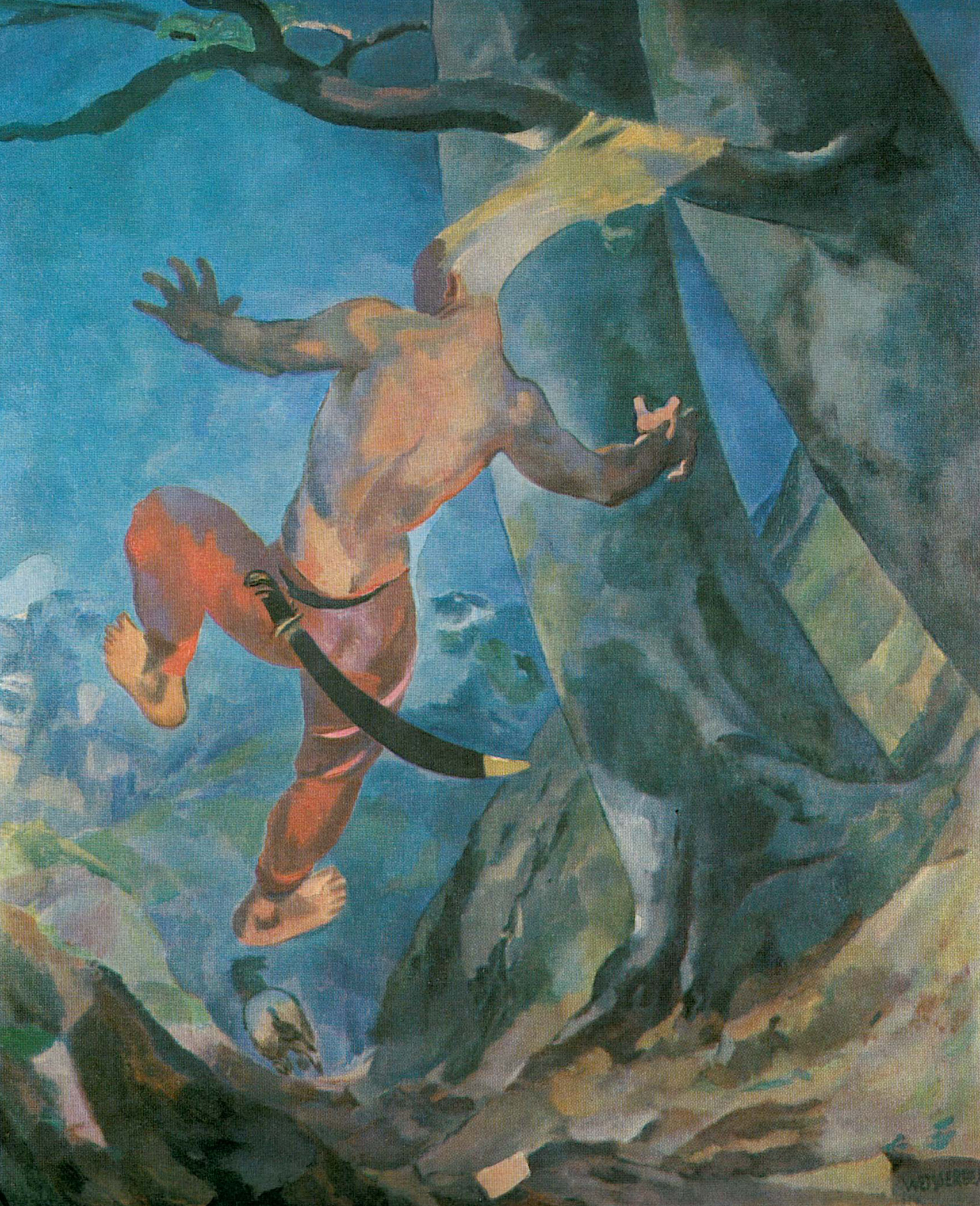
Absalón